# Agrupación Socialista Universitaria
La Agrupación Socialista Universitaria fue una organización estudiantil surgida tras los sucesos universitarios de Madrid en febrero de 1956, en los que fueron detenidos algunos de sus impulsores, como Miguel Sánchez-Mazas, Vicente Girbau o Manuel Ortuño.
El 23 de febrero de 1956 unos cuantos jóvenes crearon en el campo de fútbol del barrio de la Guindalera en Madrid la Asociación Socialista Universitaria, que enseguida pasó a denominarse Agrupación. El 1 de abril de 1956 Víctor Pradera Gortázar, fundador de ASU, y Jorge Semprún redactaron el manifiesto con la célebre frase "hijos de los vencedores y de los vencidos", llamando a la reconciliación de los españoles. En la distribución del manifiesto participó Francisco Bustelo, dirigente de ASU, entre otros.
En el verano de 1956, Víctor Pradera estableció contacto con el secretario general del PSOE, Rodolfo Llopis, estableciéndose los primeros vínculos orgánicos. Sin embargo, la vinculación con el PSOE del exilio no terminó de resolverse pese a la presión del Congreso del partido de 1958.
La ASU promovió la Unión Democrática de Estudiantes y practicó la unidad de acción con el PCE, tanto en la agitación universitaria como en la convocatoria por los comunistas de la Huelga Nacional Pacífica de junio de 1959. También hubo secciones de ASU en Valencia y algún afiliado en Salamanca.
Debido a sucesivas detenciones y juicios, parte de sus miembros se exiliaron y crearon la delegación exterior de ASU, afiliándose algunos al PSOE. Tras arduos debates una nueva cohorte de militantes, encabezados por Luis Gómez Llorente, Miguel Ángel Martínez o Miguel Boyer, entre otros, decidieron aceptar convertir la ASU en las Juventudes Socialistas en enero de 1961.
La ASU fue reconstituida en 1977 en el ámbito de la Federación Socialista Madrileña, creándose más adelante secciones en Cataluña o Galicia. La ASU presentó una ponencia política, influida por Francisco Bustelo, en el 28 Congreso del PSOE en mayo de 1979.
- Datos: Q24704322